# Upplands runinskrifter 977
Upplands runinskrifter 977 är en försvunnen vikingatida runsten i Vittulsberg, Vaksala socken och Uppsala kommun. Stenens höjd är omkring 6,7 meter och dess bredd omkring 1,15 meter. den tros ha blivit stulen under 1800-talet

## Inskriften
Translitterering av runraden:
[ernfriþ ok is...st litu · ra--a · sten · eftiʀ · kunar · faþur · sin · ok · kitulbiurn · ok · kilok · at · bonta sin fastulfr ok · iyruntr · at broþur sin]
Normalisering till runsvenska:
Ærnfriðr ok ... letu ræ[is]a stæin æftiʀ Gunnar, faður sinn, ok Kætilbiorn, ok Gillaug at bonda sinn. Fastulfʀ ok Iorundr at broður sinn.
Översättning till nusvenska:
Ärnfrid och ... läto resa stenen efter Gunnar, sin fader, och Kättilbjörn, och Gillög efter sin man. Fastulv och Jorund efter sin broder.